# Malaqaie
Malaqaie o Maloqe va ser una reina núbia amb el títol d'Esposa del Rei. Se suposava que el seu marit era Tanutamon, darrer rei de la Dinastia XXV d'Egipte. De moment només es coneix d'ella el seu enterrament a Nuri (Núm. 59).
El seu enterrament a Nuri probablement va consistir en una piràmide amb una capella i dues cambres funeràries subterrànies. Quan es va excavar, la piràmide i la capella ja havien desaparegut completament. Hi havia una escala subterrània que conduïa a dues cambres funeràries que es van trobar saquejades, tot i que encara contenien part substancial de l'equip original, inclosa una màscara de mòmia de plata, moltes cobertures de mòmia de plata i molts amulets. El nom de la reina es conservava en un escarabat de cor. També s'hi van trobar fragments de més de 100 uixebtis sense inscripció.
Dows Dunham i M. F. Laming Macadam, que van publicar la primera llista detallada de la família reial núbia, sospitaven que Tanutamon havia estat el seu marit reial. Tanmateix, no hi ha proves fiables d'això, tot i que probablement la tomba pertanyi arqueològicament a aquest període, com sospitava l'egiptòleg nord-americà George Andrew Reisner.